# فرودگاه تایچن
فرودگاه تایچن (به انگلیسی: Taechon Airport) یک فرودگاه نظامی است . این فرودگاه در کشور کره شمالی قرار دارد و در ارتفاع ۳۶ متری از سطح دریا واقع شده است.